# Джокер (фільм, 2019)
«Джо́кер» (англ. «Joker») — американський кінокомікс режисера Тодда Філліпса, що розповідає передісторію персонажа коміксів видавництва DC Comics — Джокера. За сюжетом, через невдалу кар'єру коміка та ігнорування суспільством він стає злочинцем та занурює місто Ґотем у хаос. Окрім режисури, Тодд Філліпс також брав участь у написанні сценарію фільму, разом зі Скоттом Сільвером. Фільм став першою за останні декілька років стрічкою, знятою на основі коміксів DC, що не ввійшла у розширений всесвіт DC.
Головна роль однойменного назві фільму персонажа відведена Хоакінові Феніксу. Також у фільмі беруть участь Роберт де Ніро, Зазі Бітц, Білл Кемп, Френсіс Конрой, Бретт Каллен, Ґленн Флешлер, Браян Тайрі Генрі, Дуґлас Годж, Марк Марон, Джош Пайс та Шей Віґем.
Фенікс був зацікавлений у «малобюджетному фільмі з типом дослідження персонажа-лиходія з коміксів» ще з 2014 року. Після ухвалення рішення про створення самостійних історій, незалежних від світів DC, Warner Bros. і DC Films оголосили про плани створення фільму, зосередженому на Джокері, у серпні 2017 року.
Випуск фільму в США відбувся 4 жовтня 2019 року, а а Україні — 3 жовтня 2019 року.
«Джокер» став першим в історії фільмом з рейтингом R, який зібрав мільярд доларів у світовому прокаті. На 1 березня 2024 року фільм займав 81-у позицію у списку 250 кращих фільмів за версією IMDb.

## Сюжет
У Ґотем-Сіті 1981 року панує повільний занепад, процвітає безробіття й злочинність. Комік Артур Флек працює клоуном в невеликому агентстві розваг і мріє про кар'єру стендап-коміка. За образом клоуна криється нещасний похмурий чоловік, який отримує мізерну платню та живе зі своєю хворою матір'ю Пенні Флек. Він має неврологічний розлад, через який у нього стаються напади мимовільного сміху. Його кумиром є популярний телеведучий Мюррей Франклін, чиє шоу Артур з матір'ю дивляться щовечора. Артур мріє колись стати таким же відомим, як Мюррей. Після того, як банда хуліганів нападає на нього в провулку, товариш Артура, Рендалл, позичає йому пістолет для самооборони. Артур стає впевненішим, він запрошує свою сусідку, матір-одиначку Софі, на власний комедійний виступ і вони починають зустрічатися.
Коли Артур виступає в дитячій лікарні, пістолет випадково випадає з кишені. Артура звільняють, а Рендалл не зізнається, що пістолет його, і оббріхує товариша. Понурий Артур, не знявши костюму клоуна, їде в метро, де в нього стається напад сміху. Група п'яних пасажирів б'є його й Артур, обороняючись, вбиває двох. Третього він наздоганяє на станції метро і свідомо добиває.
Кандидат у мери Ґотема, мільярдер і філантроп Томас Вейн, повідомляє громадськості, що вбиті були заможними менеджерами його корпорації. Вейн вважає, що їх убито через заздрощі та називає заздрісників «клоунами». Ці слова обурюють злиденних містян, вони виходять на протести, одягнувши маски клоунів. Через кризу в місті Артур не може отримати ліки, необхідні для пригнічення нападів сміху.
Артур намагається заробляти, виступаючи у власному шоу, але погано придумує жарти та нестримно й недоречно сміється. Мюррей Франклін в одному з випусків згадує Артура та глузує з нього, назвавши «джокером». Артур перехоплює лист, написаний матір'ю Томасу Вейну, з якого розуміє, що Томас — його батько. Артур сподівається, що мільярдер допоможе йому та говорить з малим сином Томаса — Брюсом. Але дворецький маєтку Вейнів, Альфред Пенніворт, проганяє Артура зі словами, що його мати божевільна і все вигадала. Поліція розшукує Артура за підозрою у вбивстві, через це у Пенні стається інсульт. Її кладуть до лікарні, де Артур з Софі провідують її.
На публічному прийнятті Артур особисто зустрічається з Томасом Вейном, але той не бажає його чути. Аби впевнитись хто його батько, Артур викрадає з лікарні особисту справу Пенні. З неї виявляється, що Пенні всиновила Артура. Розчарований Артур дедалі божеволіє, приходить в лікарню і вбиває свою матір. Потім він приходить до Софі, але вона вперше бачить Артура — їхні стосунки були лише Артуровими мареннями. Несподівано Мюррей запрошує його на своє шоу, оскільки глядачі зацікавились ним.
Товариші Ґері й Рендалл відвідують Артура з метою повернути пістолет. Артур вбиває Рендалла, але лишає живим Ґері, адже той єдиний добре до нього ставився. Коли Артур вирушає на шоу, його переслідують детективи. Втікач ховається в натовпі демонстрантів у вагоні метро, детективи відкривають вогонь і випадково вбивають пересічного демонстранта. Спалахує бунт проти свавілля поліції.
Мюррей представляє глядачам Артура як Джокера. Той почувається натхненно, адже здійснилась його мрія. Артур, однак, розповідає невдалі жарти, та щоб утримати увагу, зізнається, що він убив людей в метро і вони цього заслуговували. Він засуджує Мюррея за глузування над ним і застрелює, після чого звертається до глядачів, але трансляцію переривають. Артура заарештовує поліція, поки на вулицях Ґотема вирують заворушення. Томас Вейн з родиною в цей час, увечері, виходять з кінотеатру і, побоюючись натовпу, звертають в провулок. Там на них нападає демонстрант у масці клоуна, вбиває Томаса та його дружину, але жаліє Брюса.
Натовп зупиняє поліцейську машину, яка перевозила Артура, і звільняє його. Артура підносять як лідера протестів і символ боротьби проти свавілля влади. Від хвилювання в нього йде з носа кров, якою Артур малює собі посмішку, чим довершує свій новий образ — клоуна Джокера.
Згодом протести вщухають, а Джокер опиняється в божевільні. Він звертається до лікаря, що той не зрозуміє його жарту, і згодом тікає, лишаючи за собою кривавий слід.

## У ролях
| Актор               | Роль                                     |
| ------------------- | ---------------------------------------- |
| Хоакін Фенікс       | Артур Флек / Джокер                      |
| Френсіс Конрой      | Пенні Флек                               |
| Зазі Бітц           | Софі Дюмонд                              |
| Роберт де Ніро      | Мюррей Франклін                          |
| Ґленн Флешлер       | Рендалл                                  |
| Leigh Gill          | Ґері                                     |
| Бретт Каллен        | Томас Вейн                               |
| Данте Перейра-Олсон | Брюс Вейн                                |
| Дуглас Годж         | Альфред Пенніворт                        |
| Шей Віґем           | поліціянт із Департаменту поліції Ґотема |
| Білл Кемп           | поліціянт з ДПҐ                          |
| Марк Марон          | агент                                    |
| Браян Тайрі Генрі   | Карл                                     |
| Браян Каллен        | стриптизерка                             |
| Джош Пайс           | Гойт Вон                                 |
| Джастін Теру        | Ітан Чейз                                |

## Український Дубляж
- Студія: Постмодерн
- Перекладач: Олег Колесніков
- Режисерка дублювання: Катерина Брайковська
- Звукорежисер: Дмитро Мялковський
- Координаторка проєкту: Юлія Кузьменко

Ролі дублювали:
- Артур - Андрій Твердак
- Мюррей - Юрій Висоцький
- Пенні - Наталя Поліщук
- Софі - Юлія Шаповал
- Рендал - Максим Кондратюк
- Томас Вейн - Євген Пашин
- Берк - Володимир Терещук
- Ґерреті - Олег Стальчук
- Ґері - Дмитро Бузинський
- Клерк Аркхем - Роман Молодій
- Соцробітниця - Ольга Радчук
- Хойт - Дмитро Вікулов
- Альфред - Матвій Ніколаєв
- Шірлі Вудз - Катерина Брайковська
- Джиджи - Валерія Мялковська
- Джин - Олег Лепенець

А також: Петро Сова, Юрій Кудрявець, Роман Чорний, Володимир Канівець, Юрій Ребрик, Євген Сардаров, Роман Солошенко, Дмитро Тварковський, Арсен Шавлюк, В'ячеслав Скорик, Євген Лісничий, Катерина Башкіна-Зленко, В'ячеслав Дудко, Ілона Бойко, Оксана Гринько, Ольга Гриськова, Сергій Кияшко,

## Виробництво

### Фільмування

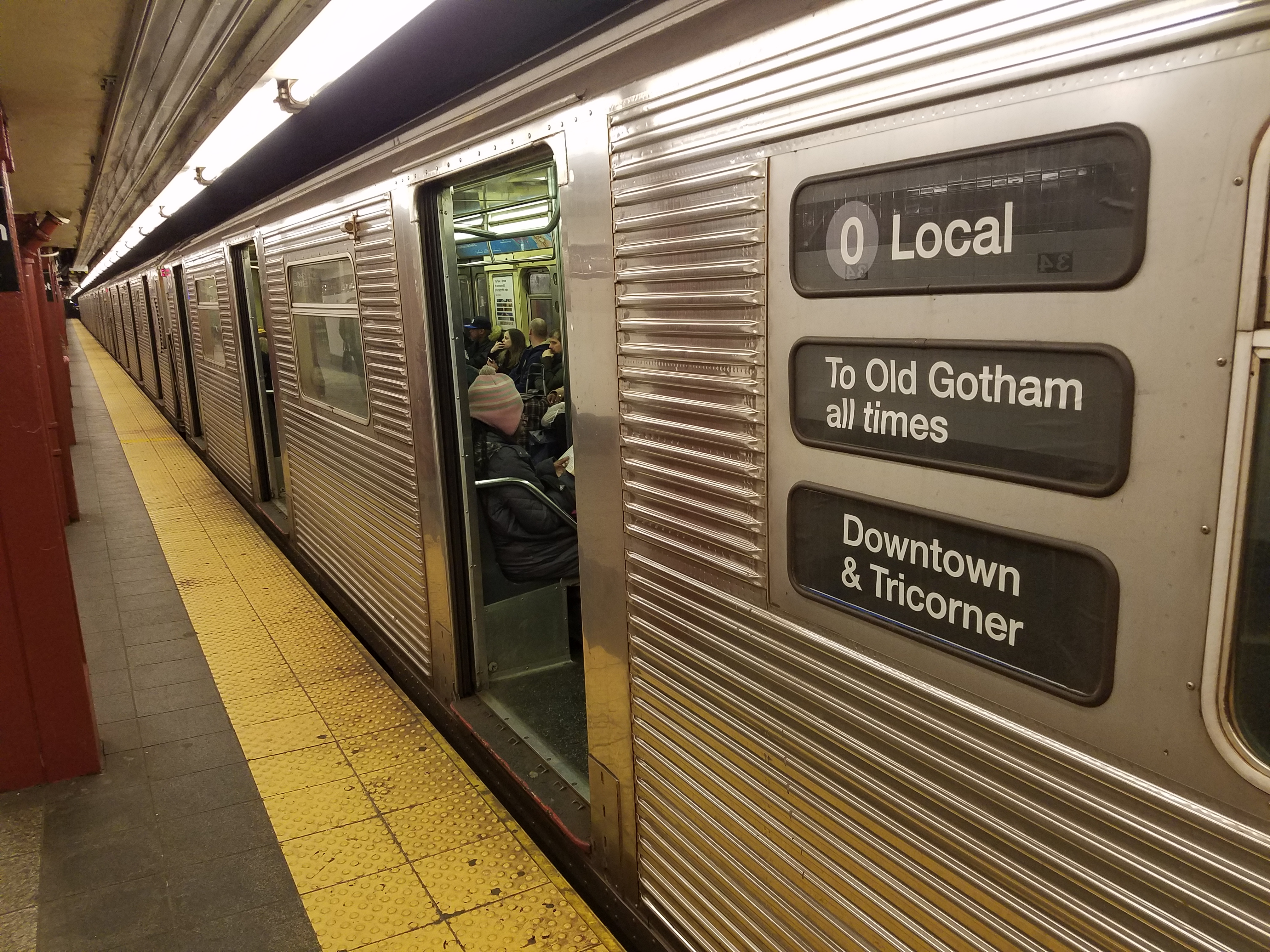
Поїзд з метро Нью-Йорка з вигаданою табличкою, яка залишилась після фільмування.

Основні фільмування почалися 10 вересня 2018 року в Нью-Йорку, під робочою назвою Romeo. Незабаром після початку фільмування, такі актори як: де Ніро, Бретт Каллен, Шей Віґем, Ґленн Флешлер, Білл Кемп, Джош Пайс і Дуґлас Годж, були оголошені залученими у фільм, а Каллен замінить Болдвіна. Бредлі Купер приєднався до створення стрічки у якості продюсера. Оператором став Лоуренс Шер, з яким Філліпс раніше вже співпрацював. 22 вересня у Брукліні відбулася сцена, яка зображає насильницький протест, але станція була змінена, щоб виглядати як Bedford Park Blvd. Наприкінці вересня 2018 року в першому Центральному Ощадному Банку у Асторії, Квінз, відбулося фільмування сцен пограбування.
Пізніше фільмування продовжили у Нью-Джерсі. Фільмування у Джерсі-Сіті почалися 30 вересня і проходили у Ньюарк-авеню, а знімальний процес у листопаді (починаючи з 9 листопада) проходив на бульварі Кеннеді. Зйомки у Ньюарку почалися 13 жовтня і тривали до 16 жовтня. Незадовго до початку фільмування в Ньюарку SAG-AFTRA[уточнити] отримала скаргу, що статисти були замкнені у вагонах метро більше трьох годин під час фільмувань у Брукліні із порушенням перерви. Проте, проблема була швидко вирішена після того, як представник відвідав майданчик. У кінці жовтня Віґем сказав, що вони були пройшли пів виробництва, і додав, що це був «інтенсивний» і «неймовірний» досвід. До середини листопада фільмування знову проходило в Нью-Йорку. Основне фільмування завершилися 3 грудня 2018 року.

### Пост-продакшн
У березні 2019 року, Філліпс підтвердив, що він на разі у процесі монтажу та редагування фільму. Наступного місяця, на CinemaCon 2019 він заявив, що фільм «все ще формується» і сказав, що йому тяжко фільм обговорювати, оскільки він сподівається зберегти таємницю. Він також заявив, що більшість повідомлень, втеч відомостей та гучних новин, пов'язаних з фільмом, були неточними, адже режисер відчуває фільм як «історію походження персонажа, який не має точного та однозначного походження».

### Музика
У серпні 2018 року для написання звукової доріжку фільму було наймано Гільдур Ґуднадоттір.

## Випуск
Прем'єра фільму в США була запланована на 4 жовтня 2019 року.

### Маркетинг
16 вересня 2018 року Філліпс опублікував першу світлину персонажа Фенікса у своєму обліковому записі соціальної мережі Instagram.
21 вересня він опублікував пробні кадри Фенікса у клоунському образі з гримом.
2 квітня 2019 року було опубліковано тизер-плакат фільму.
3 квітня було опубліковано перший офіційний трейлер фільму, іменований як «тизер-трейлер».
28 серпня було опубліковано другий «офіційний трейлер» фільму.